# Lawrenceburg (Kentucky)
Lawrenceburg es una ciudad ubicada en el condado de Anderson en el estado estadounidense de Kentucky. En el Censo de 2010 tenía una población de 10505 habitantes y una densidad poblacional de 687,11 personas por km².

## Geografía
Lawrenceburg se encuentra ubicada en las coordenadas 38°2′1″N 84°54′14″O / 38.03361, -84.90389. Según la Oficina del Censo de los Estados Unidos, Lawrenceburg tiene una superficie total de 15.29 km², de la cual 15.21 km² corresponden a tierra firme y (0.53%) 0.08 km² es agua.

## Demografía
Según el censo de 2010, había 10505 personas residiendo en Lawrenceburg. La densidad de población era de 687,11 hab./km². De los 10505 habitantes, Lawrenceburg estaba compuesto por el 93.35% blancos, el 3.24% eran afroamericanos, el 0.21% eran amerindios, el 0.75% eran asiáticos, el 0.04% eran isleños del Pacífico, el 0.9% eran de otras razas y el 1.51% pertenecían a dos o más razas. Del total de la población el 1.9% eran hispanos o latinos de cualquier raza.